# Китайський чубатий собака
Китайський чубатий собака — безшерстна декоративна порода собак.

## Історія
Джерело незвичної зовнішності безволосого різновиду китайських чубатих собак слід шукати у Африці. Припускають, що голі собаки з'явились внаслідок мутацій. Звідти потрапили в Китай, де набули трактування як втілення безкорисливої любові й стали одним з десяти символів добра. У Європі гладкошкірі собаки стали відомі у ХІХ ст.
Китайські чубаті собачки були ввезені до Великої Британії в кінці 1800-х років. У 1896 році пан В. К. Таунтон (W. К. Taunton), колекціонер рідкісних порід собак, показав «Китайського Імператора» в Кришталевому Палаці. Він також ввіз одного з перших афганських хортів на прізвисько Моги (Motee). У 1894 році Кеннел Газетт (The Kennel Gazette) записав китайського голого чубатого тер'єра на прізвисько Тангі (Tangy) у свою секцію іноземних собак. Він належав пані Т. Барретс (Т. Barrets). Але в той час у Великій Британії ніхто не зацікавився розведенням цієї породи. Як дивину, тварина навіть показали в зоологічних садах Лондона.
У 1959 році пані Деборою Вуд (Mrs. Debora Wood), власницею розплідників Хрест Хавен (Crest Haven Kennels) в штаті Флорида, був заснований Американський клуб голих собак (American Hairless Dog Club). Пані Вуд продовжувала цю роботу аж до своєї смерті (1969 р.), потім управління справами якій взяли Пол і Джо Еін Орлики (Paul і Jo Ann Orlik). Вплив розплідників Хрест Хавен був настільки великим, що сьогодні у Великій Британії майже всі китайські чубаті собачки належать до цієї лінії.
Одним і перших собак, які перетнули Атлантику, була щенна сука Альта (Alta) з Хрест Хавена, ввезена пані Рут Харріс (Mrs Ruth Harris) у 1965 році. На жаль, щенята не вижили. Подальше ввезення тварин також виявилося безрезультатним внаслідок аномалій — мабуть, вигнутість спини було великою проблемою. Чотири собаки загинули, і перші п'ять приплодів також не вижили. У той час пані Марджорі Муней (Mrs. Maqone Mooney), власниця відомих розплідників Вінтерлеа (Winterlea Kennels) в Шотландії, ввезла By Xo (Wy Але) і Старба (Starba) від пані Вуд. За кілька років вона вивела кілька дуже хороших собак, до яких належать Вінтерлеа Регал Чойс (Winterlea Regal Choice), Люк Сплендід (Luke Splendid) і Санбель (Sunbelle), мати Вінтерлеа Інти АЕС (Winterlea Intoo Aes), який виявився дуже хорошим насінником.
У 1968 році пані Гемс (Mrs Hams) виростила два посліди, до яких належали Стараунд Атланта (Staround Atlanta), що належала пані Дороті Тайлер (Mrs Dorothy Tyler), і Стараунд Хреста (Staround Cresta), що належала пані Дороті Краутер-Девіс (Mrs Dorothy Crowther-Davies). У 1969 році пані Харріс (Mrs Harris) імпортувала трьох собак від Джіпсі Роуз Лі (Gypsy Rose Lee), яка їх і супроводжувала. Два пси й одна сука, серед яких був десятимісячний Стараунд Ахн Ахн Лі (Staround Ahn Ahn Lee), були додані до розплідників Стараунд (Staround Kennels). Поєднання ліній Хрест Хавен і Лі виявилося дуже успішним. Стараунд Ахн Ахн Лі передав темперамент і конституцію своєму потомству і зробив кілька прекрасних чубатих собачок. Він був пропорційним псом, хоч і не маленьким, і його тип, як і раніше вважається найкращим.
У 1969 році був заснований Клуб Китайських Голих Собачок, в якому міс Лі (Ms. Lee) обіймала посаду президента, пані Рут Харріс (Mrs. Ruth Harris) — голови, пані Джоан Фостер (Mrs Joan Forster) працювала секретарем, а пані Дороті Тайлер (Mrs Dorothy Tyler) — завідувачкою фінансового відділу. Перша виставка Клубу відбулася 28 вересня 1974 року в Шиплі Холі (Shipley Hall) близько Волверхамптона (Wolverhampton) в будинку пані Дороті Краутер-Давис (Mrs. Dorothy Crowther-Davies) Дороті, власниця розплідників Каннібуфф (Cannybuff Kennels), була суддею, і титул Найкращий собака виставки (Best In Show). отримав Стараунд Кван-то (Staround Quanto) пані Мері Сміт (Mrs Mary Smith), який отримував багато вищих нагород за період своєї виставкової кар'єри. Титул кандидата в претенденти на звання Найкращого собаки виставки (The Reserve Best in Show) отримала улюблена сука пані Дороті Тайлер (Mrs Dorothy Tyler) Стараунд Тайла (Staround Tyla), яка була також переможцем із плодючості. Обидва собаки були чудового типу і народили б гідних чемпіонів, якби народилися декількома роками пізніше. На цій виставці було передбачено клас для паудер-пуфів, хоча багато хто з заводчиків їх не любив. Були спроби припинити їхнє розведення шляхом вибракування їх з усіх племінних програм. Вважалося, що ці тварини є регресивним напрямком породи чи навіть помісної, і їх роздавали як домашніх тварин або, що гірше, знищували. Втрачений в ті роки рід недолужний. Пані Ірис Філліпс (Mrs Ins Phillips) проводила рішучу кампанію за визнання паудер-пуфа як самостійного різновиду й поступово паудер-пуф набув велику кількість прихильників, після того, як люди дізналися про його значення для породи. У той час це було надзвичайним розчаруванням для людей, що виставляють паудер-пуфів. Не було жодної згадки про них в Тимчасовому стандарті (Interim Standard), хоча вони були повною мірою зареєстровані Кінологічним клубом (The Kennel Club). У судді не було вибору, крім того, як оглянути собак і потім відхилити їх з рингу перед визначенням місць.
Врешті-решт, у липні 1981 року на окремих загальних зборах члени Клубу китайського чубатого собаки вирішили визнати паудер-пуфів як окремий різновид. Зустріч, очолювана командиром авіакрила Айлсом (Wing Commander Iles), проходила в Кінологічному клубі (The Kennel Club) в листопаді того ж року, на ній були присутні лікар-генетик Віліс (Dr Willis) і пан Стокман (Mr Stockman). На зборах були присутні члени правління і комітет клубу голова пан Фостер Паркер. (Mr Foster Parker) секретар пані Боудлер Таунсенд (Mrs Bowdler-Townsend), пані Олвіна Хаботл (Mrs Olwyn Harbottle) пан Баррі Джонс (Mr Barne Jones) пан та пані Джон Сміт (Mr і Mrs John Smith), пан та пані Артур Бродхед (Mr і Mrs Arthur Broadhead) і пані Ірен Уайт (Mrs Irene White). У той історичний момент порода була визнана з двома окремими різновидами всередині вже без розділення на дві окремі породи. Встановили також, що обидва типи слід виставляти разом. На жаль, все ще існують дві сторони за і проти паудер-пуфів, але зараз порода знайшла рівновагу і, оскільки вона набуває все більшого визнання, вона здатна зберігати свою гідність на рингу.
У січні 1988 року другий породний клуб отримав схвалення Кеннел Клубу. Клуб Китайських чубатих собак у Великій Британії був заснований для того, щоб визнати обидва різновиди та спробувати позбутися упередження до цієї породи. Його девіз простий — «разом». На першій виставці до клубу пані Іріс Філліпс (Mis Ins Phillips) зареєструвала п'ятнадцятирічну Акамбо'с Сюзі Вонг (Acdmbos Suzie Wong) у класі ветеранів. Це був той самий паудер-пуф, якого вона виставляла в сімдесятих роках. На жаль, улюблений нею паудер-пуф помер 3 жовтня 1989 року в поважному шістнадцятирічному віці.

## Зовнішній вигляд
Стрункі собаки з м'якою гладкою шкірою і снопом довгої шерсті, що простягається від лоба до шиї. У них подовгаста голова з плоскою мордою і темні очі, міцні щелепи й великі стоячі вуха. Довга шия переходить у пряму спину, живіт злегка підібраний. Довгі вузькі лапи китайських чубатих собак завершуються короткими міцними кігтями. Безволосий корпус з високо поставленим хвостом і шовковиста грива на голові можуть мати найрізноманітніше забарвлення.

## Характер
Мініатюрні китайські собаки дуже болісно зносять самотність і зміну господаря у дорослому віці. Неагресивні й ласкаві кімнатні улюбленці. Добре лагодять з іншими домашніми тваринами, зокрема, й собаками.

## Догляд
Собака потребує максимум уваги для відкритої шкіри. Щоб запобігти її сухості, використовуйте спеціальний крем. Для захисту від сонячного випромінювання незабарвлених ділянок, потрібно змащувати їх косметичним молочком.

## Харчування
Для правильного вигодовування китайського чубатого собаки важливо встановити чіткий графік приймань їжі і обмежений час на її споживання.